# Đội tuyển bóng chuyền nam quốc gia Serbia
Đội tuyển bóng chuyền nam quốc gia Serbia là đội bóng đại diện cho Serbia tại các cuộc thi tranh giải và trận đấu giao hữu bóng chuyền nam ở phạm vi quốc tế.

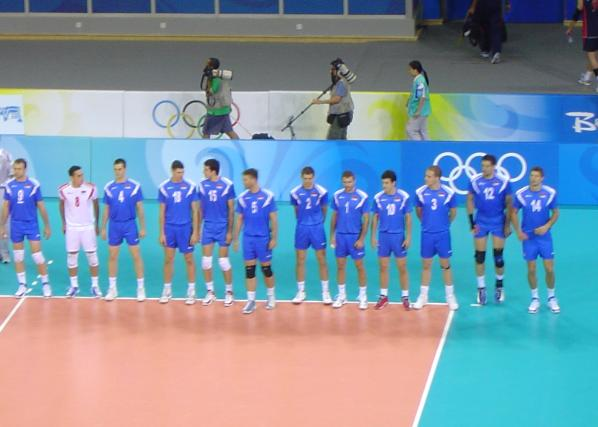
Đội tuyển tại Thế vận hội Olympic 2008

## Đội hình

### Đội hình hiện tại

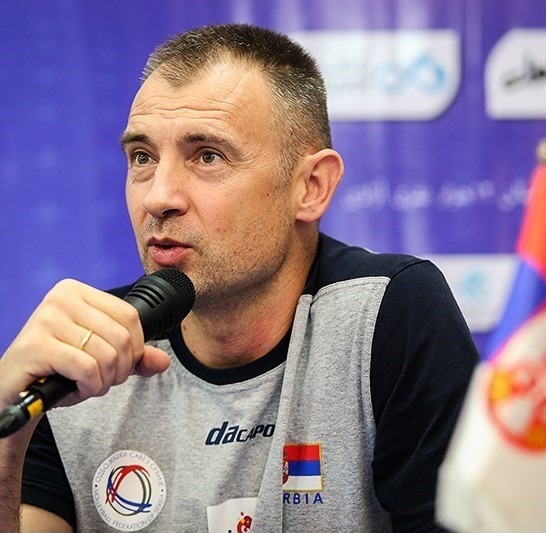
Grbić - Huấn luyện viên hiện tại của đội

Dưới đây là danh sách các thành viên đội tuyển nam quốc gia Serbia tham dự giải World League 2017.:
| Huấn luyện viên chính: | Nikola Grbić                  |
| Trợ lý:                | Duško Nikolić Nedžad Osmankač |

| Stt. | Tên                     | Ngày sinh            | Chiều cao          | Cân nặng        | Nhảy đập        | Nhảy chắn       | Câu lạc bộ năm 2016–17     |
| ---- | ----------------------- | -------------------- | ------------------ | --------------- | --------------- | --------------- | -------------------------- |
| 1    | Aleksandar Okolić       | 26 tháng 6 năm 1993  | 2,05 m (6 ft 9 in) | 90 kg (200 lb)  | 347 cm (137 in) | 320 cm (130 in) | Berlin Recycling Volleys   |
| 2    | Uroš Kovačević          | 6 tháng 5 năm 1993   | 1,98 m (6 ft 6 in) | 90 kg (200 lb)  | 340 cm (130 in) | 320 cm (130 in) | Calzedonia Verona          |
| 3    | Milan Katić             | 22 tháng 10 năm 1993 | 2,02 m (6 ft 8 in) | 99 kg (218 lb)  | 345 cm (136 in) | 331 cm (130 in) | Łuczniczka Bydgoszcz       |
| 4    | Nemanja Petrić (C)      | 28 tháng 7 năm 1987  | 2,02 m (6 ft 8 in) | 86 kg (190 lb)  | 333 cm (131 in) | 320 cm (130 in) | Azimut Modena              |
| 5    | Aleksa Brđović          | 29 tháng 7 năm 1993  | 2,04 m (6 ft 8 in) | 90 kg (200 lb)  | 355 cm (140 in) | 330 cm (130 in) | Gazprom-Ugra Surgut        |
| 6    | Goran Škundrić          | 23 tháng 11 năm 1987 | 1,97 m (6 ft 6 in) | 94 kg (207 lb)  | 340 cm (130 in) | 320 cm (130 in) | CS Tricolorul Ploiești     |
| 8    | Marko Ivović            | 22 tháng 12 năm 1990 | 1,95 m (6 ft 5 in) | 89 kg (196 lb)  | 365 cm (144 in) | 330 cm (130 in) | Asseco Resovia Rzeszów     |
| 9    | Nikola Jovović          | 13 tháng 2 năm 1992  | 1,98 m (6 ft 6 in) | 75 kg (165 lb)  | 335 cm (132 in) | 315 cm (124 in) | Gi Group Monza             |
| 10   | Miran Kujundžić         | 19 tháng 6 năm 1997  | 1,96 m (6 ft 5 in) | 86 kg (190 lb)  | 348 cm (137 in) | 334 cm (131 in) | OK Vojvodina               |
| 11   | Maksim Buculjević       | 20 tháng 9 năm 1991  | 1,92 m (6 ft 4 in) | 83 kg (183 lb)  | 320 cm (130 in) | 307 cm (121 in) | ACH Volley Ljubljana       |
| 12   | Aleksandar Blagojević   | 5 tháng 8 năm 1993   | 1,97 m (6 ft 6 in) | 87 kg (192 lb)  | 330 cm (130 in) | 310 cm (120 in) | OK Crvena Zvezda           |
| 13   | Stevan Simić            | 21 tháng 3 năm 1996  | 2,01 m (6 ft 7 in) | 85 kg (187 lb)  | 330 cm (130 in) | 315 cm (124 in) | OK Vojvodina               |
| 14   | Aleksandar Atanasijević | 4 tháng 9 năm 1991   | 2,01 m (6 ft 7 in) | 92 kg (203 lb)  | 350 cm (140 in) | 329 cm (130 in) | Sir Sicoma Colussi Perugia |
| 16   | Dražen Luburić          | 2 tháng 11 năm 1993  | 2,03 m (6 ft 8 in) | 90 kg (200 lb)  | 337 cm (133 in) | 331 cm (130 in) | JT Thunders                |
| 17   | Neven Majstorović       | 17 tháng 3 năm 1989  | 1,93 m (6 ft 4 in) | 90 kg (200 lb)  | 335 cm (132 in) | 325 cm (128 in) | Rennes 35                  |
| 18   | Marko Podraščanin       | 29 tháng 8 năm 1987  | 2,04 m (6 ft 8 in) | 100 kg (220 lb) | 354 cm (139 in) | 332 cm (131 in) | Sir Sicoma Colussi Perugia |
| 20   | Srećko Lisinac          | 17 tháng 5 năm 1992  | 2,05 m (6 ft 9 in) | 90 kg (200 lb)  | 355 cm (140 in) | 342 cm (135 in) | PGE Skra Bełchatów         |
| 21   | Petar Krsmanović        | 1 tháng 6 năm 1990   | 2,05 m (6 ft 9 in) | 98 kg (216 lb)  | 354 cm (139 in) | 330 cm (130 in) | Gazprom-Ugra Surgut        |

### Huấn luyện viên
| - Zoran Gajić (1995–2002) - Veselin Vuković (2002–2003) - Ljubomir Travica (2003–2006) - Igor Kolaković (2006–2014) - Nikola Grbić (2015–nay) |

### Vận động viên nổi bật

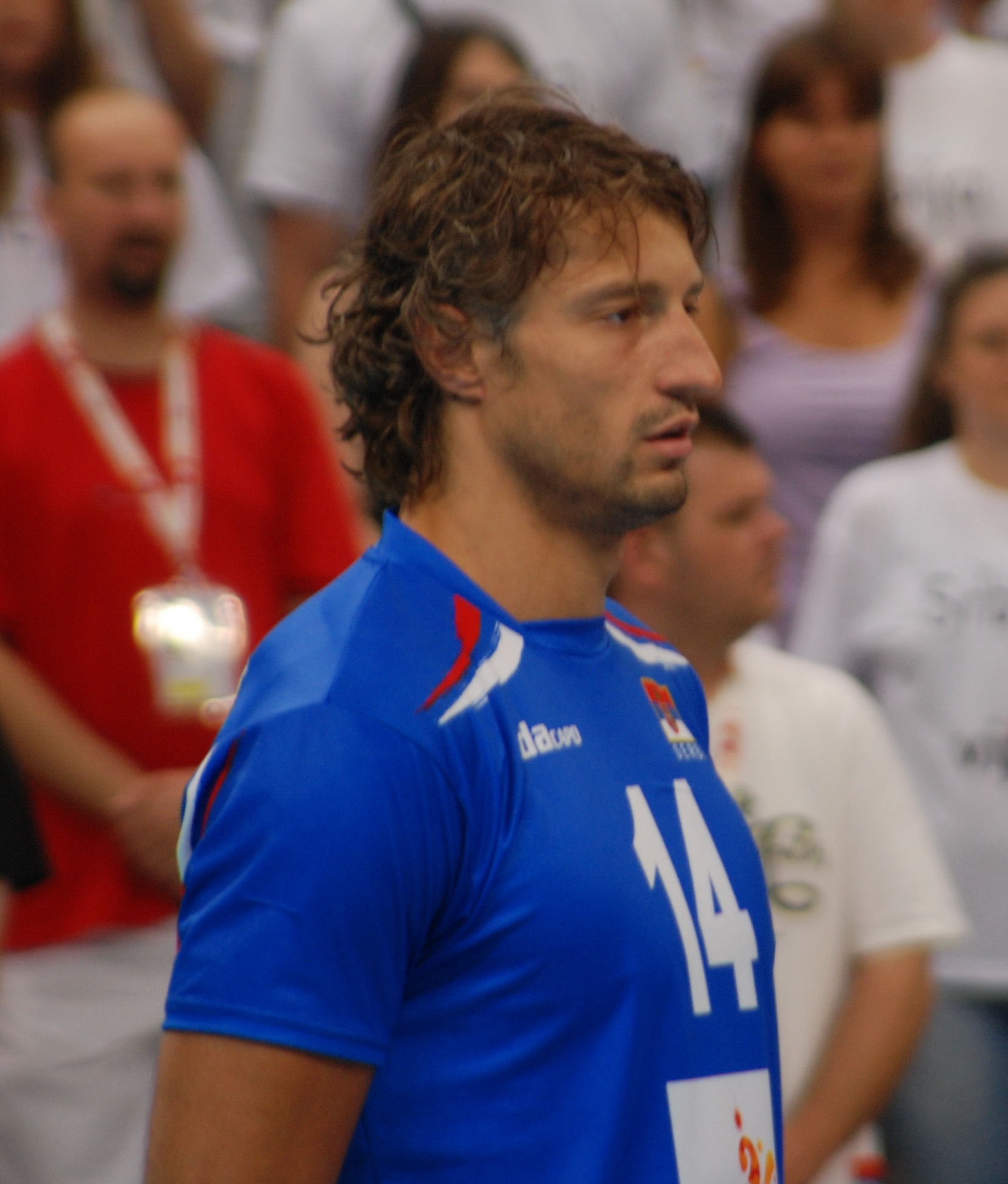
Ivan Miljković, một trong những vận động viên tiêu biểu của đội tuyển

- Ivan Miljković
- Nikola Grbić
- Andrija Gerić

- Slobodan Boškan
- Vladimir Grbić
- Slobodan Kovač
- Dejan Brđović
- Rajko Jokanović
- Goran Vujević
- Đula Mešter
- Vasa Mijić
- Žarko Petrović
- Igor Vušurović
- Bojan Janić
- Željko Tanasković

## Nhà cung cấp và tài trợ
Bảng dưới đây liệt kê các nhà cung cấp trang thiết bị cho đội tuyển quốc gia Serbia.
| Thời gian | Nhà cung cấp        |
| --------- | ------------------- |
| 2000–     | Asics DAcapo        |
| 2017-     | Peak Sport Products |

### Nhà tài trợ
- Nhà tài trợ chính: Vip mobile
- Các đơn vị tài trợ khác: Žurnal, Srbijagas, Posta, EPS và Blic.